# Richard Elzinga
Richard Elzinga (Drachten, 27 juli 1969) is een voormalig Nederlands voetballer. Hij speelde op de positie van voorstopper en rechtsback.
Als voetballer begon Elzinga bij de amateurs van Drachtster Boys. Hij viel op, kwam bij FC Groningen terecht en speelde daar twee seizoenen. Daarna volgde de overstap naar Cambuur Leeuwarden, waar hij negen jaar bleef en de promotie naar de Eredivisie meemaakte.
Na zijn Cambuur-periode volgde nog drie jaar bij Sparta in Rotterdam, waarna hij stopte met betaald voetbal en terugkeerde bij de amateurs. Tot voor kort was Elzinga actief bij SCO '63 uit Spijkenisse.
Elzinga is hoofdcoach bij DBGC. In februari 2017 werd bekend dat Elzinga per seizoen 2017/2018 hoofdcoach wordt bij FC 's-Gravenzande. Op 18 december 2019 werd bekend dat Elzinga na drie seizoenen de overstap zou maken naar BVV Barendrecht, waar hij vanaf de zomer van 2020 aan de slag zou gaan. Hij vertrok in de zomer van 2022 bij de Rood-Witten. In aanloop naar het seizoen 2023/24 werd bekend dat Elzinga aan de slag zou gaan bij SC Feyenoord.

## Clubstatistieken
| Seizoen   | Club               | Competitie     | Duels | Goals |
| --------- | ------------------ | -------------- | ----- | ----- |
| 1989/1990 | FC Groningen       | Eredivisie     | 5     | 0     |
| 1990/1991 | FC Groningen       | Eredivisie     | 1     | 0     |
| 1991/1992 | Cambuur Leeuwarden | Eerste divisie | 28    | 0     |
| 1992/1993 | Cambuur Leeuwarden | Eredivisie     | 26    | 0     |
| 1993/1994 | Cambuur Leeuwarden | Eredivisie     | 26    | 2     |
| 1994/1995 | Cambuur Leeuwarden | Eerste divisie | 31    | 1     |
| 1995/1996 | Cambuur Leeuwarden | Eerste divisie | 33    | 1     |
| 1996/1997 | Cambuur Leeuwarden | Eerste divisie | 31    | 1     |
| 1997/1998 | Cambuur Leeuwarden | Eerste divisie | 34    | 2     |
| 1998/1999 | Cambuur Leeuwarden | Eredivisie     | 33    | 0     |
| 1999/2000 | Cambuur Leeuwarden | Eredivisie     | 3     | 0     |
| 1999/2000 | Sparta             | Eredivisie     | 25    | 0     |
| 2000/2001 | Sparta             | Eredivisie     | 16    | 0     |
| 2001/2002 | Sparta             | Eredivisie     | 10    | 0     |
| Totaal    | Totaal             | Totaal         | 302   | 7     |

1. ↑  https://www.bvvbarendrecht.nl/richard-elzinga-komend-seizoen-hoofdtrainer-bvv-barendrecht/
2. ↑  Richard Elzinga volgend seizoen trainer van SC Feyenoord SC Feyenoord, 2023